# مارجورى إيتون
مارجورى إيتون (بالإنجليزية: Marjorie Eaton) هي رسامة وممثلة أمريكية، ولدت في 5 ديسمبر 1901 في الولايات المتحدة، وتوفيت بنفس المكان في 21 أبريل 1986.

## أعمال

### أفلام
- (1964) ماري بوبينز[5][6][7]
- (1980)  الإمبراطورية تعيد الضربات[8][9][10]

## وصلات خارجية
- مارجورى إيتون على موقع IMDb (الإنجليزية)
- مارجورى إيتون على موقع قاعدة بيانات برودواي على الإنترنت (الإنجليزية)
- مارجورى إيتون على موقع قاعدة بيانات الفيلم (الإنجليزية)